# Anacroneuria loreto
Anacroneuria loreto är en bäcksländeart som beskrevs av Bill P.Stark och Maria del Carmen Zúñiga 2001. Anacroneuria loreto ingår i släktet Anacroneuria och familjen jättebäcksländor. Inga underarter finns listade i Catalogue of Life.